# Sinovac Biotech
Sinovac Biotech Ltd. (en xinès: 北京 科 兴 生物 制品 有限公司, NASDAQ: SVA) és una empresa biofarmacèutica xinesa que se centra en la investigació, desenvolupament, fabricació i comercialització de vacunes que protegeixen contra les malalties infeccioses humanes. L'empresa té la seu a Pequin, Xina. L'empresa cotitza al NASDAQ, però la borsa va aturar les operacions de Sinovac el febrer de 2019 a causa d'una lluita de representants.